# Ambohimahasoa
Ambohimahasoa är ett distrikt i Madagaskar.   Det ligger i regionen Haute Matsiatraregionen, i den centrala delen av landet, 240 km söder om huvudstaden Antananarivo.